# 白喉鸲
白喉鸲（学名：Irania gutturalis），是雀形目鹟科的一种鸟类，属于单型的白喉鸲属（学名：Irania）。
白喉鸲体重约21.6克，翼长约94毫米，喙宽度约3.3毫米，喙厚度约4毫米，嘴峰长约18.9毫米，跗蹠长约25.1毫米，尾长约72.9毫米。
白喉鸲是候鸟，栖息在灌木林，它们是食肉动物，主要以昆虫、蜘蛛等陆生无脊椎动物为食。它们分布在土耳其、伊拉克、伊朗和阿富汗；在东非越冬。